# Rock the Casbah
«Rock the Casbah» es una canción y un sencillo de la banda británica The Clash lanzada junto a «Long Time Jerk» el 11 de junio de 1982; fue una de las canciones más populares del grupo y se convirtió en la única en llegar al Top 10 en los Estados Unidos.

## Significado
La canción trata de una manera cómica y sarcástica la reciente prohibición del rock and roll en Irán por el Ayatollah Jomeini. La letra del tema cuenta sobre un supuesto levantamiento de la gente para criticar la medida procediendo a "rock the casbah" (en español "rockear/sacudir la alcazaba") y generando la reacción del rey que ordena a los jet caza atacar a quienes no cumplan con la prohibición. Sin embargo, los pilotos ignoran sus órdenes y, por el contrario, escuchan rock en sus radios.
La canción no menciona explícitamente a Irán ni a ninguna otra nación islámica pero utiliza varias palabras de origen árabe y hebreo como "sharif" (jerife), "bedouin" (beduino), "sheikh" (shayj) y "kosher" (cashrut). Kasbah (Es una fortaleza o ciudadela donde se refugiaban los líderes de medio oriente en el momento de una revolución o guerra)
El comienzo del tema, escrito por Joe Strummer y donde dice "The King told the boogie-men you have to let that rāga drop" (en español "El rey le dijo a los boogie man (voz inglesa que hace referencia a un monstruo que atemoriza a los niños) que dejaran caer ese rāga"), está inspirado en una frase del mánager Bernie Rhodes cuando los escuchó tocar un tema excesivamente largo para el álbum Combat Rock: "does everything have to be as long as this rāga?" (en español "¿Todo tiene que ser tan largo como este rāga?" (refiriéndose al estilo musical indio conocido por su longitud y complejidad).

## Historia
"Rock the Casbah" es una de las pocas canciones de la banda donde el baterista Topper Headon desempeña un importante papel en la composición. De hecho, la introducción al piano es obra suya.
La versión incluida en Combat Rock, como las de muchas otras compilaciones, presenta un efecto de sonido electrónico a partir del minuto 1:52 de la canción. Este ruido es una versión monofónica de la canción "Dixie". La fuente del efecto de sonido fue generada por la alarma del reloj digital de mano que Mick Jones poseía, y fue agregada intencionalmente a la grabación por Jones.
La banda grabó un vídeo de muy bajo presupuesto para la canción, como ya había hecho para algunas otras. Para el caso se grabó en Austin, Texas y muestra a un árabe y a un judío jasídico bailando ska juntos por las calles, seguidos por un armadillo e intercalando con escenas de la banda tocando frente a un pozo de petróleo. A pesar del tono humorístico del vídeo y del tema, ambos promueven claramente una mejora en la relación entre árabes e israelíes. El vídeo fue criticado por algunos musulmanes porque mostraba al personaje árabe sosteniendo una botella de licor, cuando el alcohol está prohibido para la religión islámica. El baterista que tocó en el clip fue Terry Chimes ya que Topper Headon ya había sido apartado del grupo por su adicción a la heroína.
El tema se convirtió en un himno no oficial del ejército estadounidense durante la primera Guerra del Golfo, principalmente por la línea que dice "drop your bombs between the minarets" (en español "tiren sus bombas entre los alminares"). De hecho fue la primera canción emitida por la radio de las Fuerzas Armadas al comenzar el conflicto. Estos hechos han sido considerados irónicos y excesivamente insultantes por los fanáticos de Clash ya que el grupo siempre expresó una posición en contra de la guerra y en contra del imperialismo estadounidense. En aquella época Joe Strummer vivía en Granada, y uno de sus amigos de entonces cuenta en el documental Joe Strummer: The Future Is Unwritten que a Strummer se le partió el corazón al ver en las noticias una bomba con la frase "Rock the Casbah".
En 2006, la revista National Review ubicó a "Rock the Casbah" #20 en su lista de las "50 canciones más conservadoras del rock", dada su popularidad y difusión durante la Ocupación de Irak. Además, "Rock the Casbah" fue uno de los temas incluidos en la Lista de canciones inapropiadas según Clear Channel Communications tras los atentados del 11 de septiembre de 2001.

## Influencia en los medios
- One Bad Pig, Something for Kate, Rachid Taha, Trust Company, Will Smith, Compay Segundo, Nortec Collective y Richard Cheese y Doctor Krapula realizaron covers del tema.
- "Ehun ginen" del álbum Emeak eta Harrak por el grupo de rock vasco M-ak, hace referencia a esta canción.
- "Rock the Casbah" ha ganado notoriedad por la cantidad de interpretaciones erróneas de su letra,[8] hecho explotado en algunos comerciales y en el capítulo de Los Simpson «[Natural Born Kissers]]» donde se le da una connotación sexual.

## Posicionamiento en listas

### Semanales
| País (Lista 1982-1983)                         | Posición más alta |
| ---------------------------------------------- | ----------------- |
| Australia (Kent Music Report)                  | 3                 |
| Canadá (RPM Top Singles)                       | 17                |
| Estados Unidos (Billboard Hot 100)             | 8                 |
| Estados Unidos (Billboard Hot Dance Club Play) | 8                 |
| Estados Unidos (Cash Box)                      | 13                |
| Reino Unido (OCC Singles)                      | 30                |
| Países Bajos (Dutch Top 40)                    | 21                |
| Países Bajos (Single Top 100)                  | 21                |
| Nueva Zelanda (Recorded Music NZ)              | 4                 |
| Suecia (Sverigetopplistan)                     | 16                |

| País (Lista 1991)             | Posición más alta |
| ----------------------------- | ----------------- |
| Bélgica (Ultratop 50 Flandes) | 22                |
| Reino Unido (OCC Singles)     | 15                |
| Irlanda (IRMA)                | 10                |